# Вулиця Мьодова (Варшава)
Вулиця Медова (пол. Ulica Miodowa) — вулиця в середмісті Варшави.

## Історія
Початки вулиці Медової, як дороги, що з'єднує два важливі шляхи — вулицю Сенаторську та вулицю Довгу, сягають XV століття. Спочатку вона мала назву Поперечна (Przeczna).
У XVI столітті тут оселилися пекарі з Торуня, що відображено в сучасній назві вулиці. Її також називали Медівна, Медівнича і Медівниковська, а за часів Варшавського князівства — вулиця Наполеона. Остаточно оформилася в XVII столітті як вулиця палаців аристократії .
3 листопада 1771 року на вулиці Медовій біля вулиці Козячої група барських конфедератів викрала короля Станіслава Августа Понятовського.
У 1829 році тротуари вулиці вперше заасфальтували. Асфальт власним коштом уклав Едвард Клопман. Однак це була невдала спроба.
Спочатку вул. Медова не була пов'язана з Краківським Передмістям. З'єднання цих двох вулиць (відкриття для руху транспорту) відбулося у 1888 році, після знесення чотирьох будинків у 1886—1887 роках (включно з Двором під Зіркою). Нову ділянку вулиці назвали вул. Ново-Мьодова. У 1908 році вулицею вперше проїхали електричні трамваї.
15 серпня 1944 року під час Варшавського повстання був збитий німцями і впав на вулиці біля будинку № 22 літак Liberator KG-836 31-го дивізіону South African Air Force, який перевозив допомогу повстанцям. Усі канадські члени екіпажу загинули. Про цю подію нагадує пам'ятна дошка, відкрита у 1994 році на фасаді будинку.
Під фрагментом південної ділянки вулиці прокладено тунель траси W-Y.
У 1965 році вулиця Медова як міська забудова була повністю внесена до реєстру пам'яток.
У 2018 році вулицю відбудували, між іншим на тротуари поклали гранітні плити, асфальтове покриття замінили на гранітні блоки, а ліхтарні стовпи замінили копіями варшавських «пасторалів» 1904 року.

## Пам'ятки

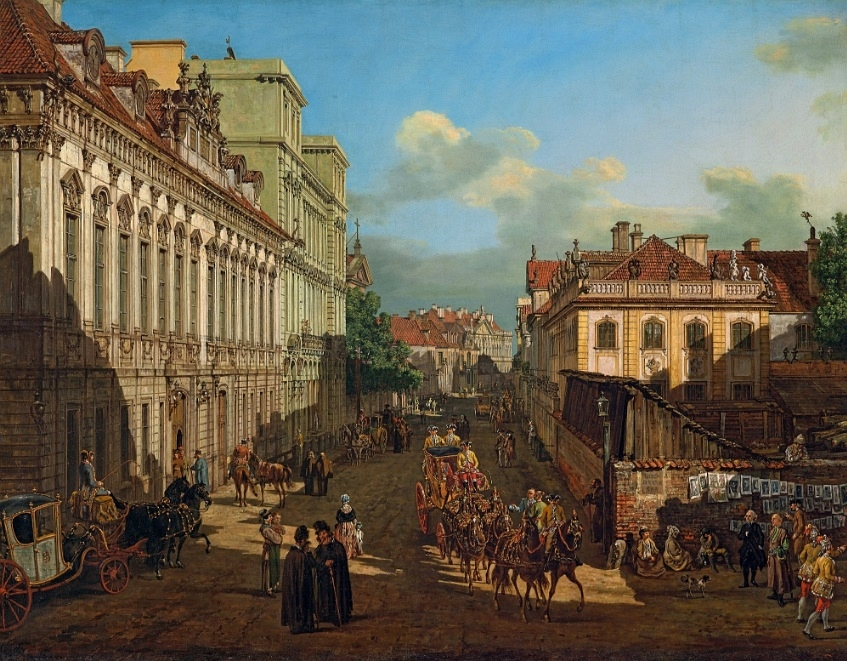
Бернардо Беллотто, Вулиця Медова у Варшаві, 1777

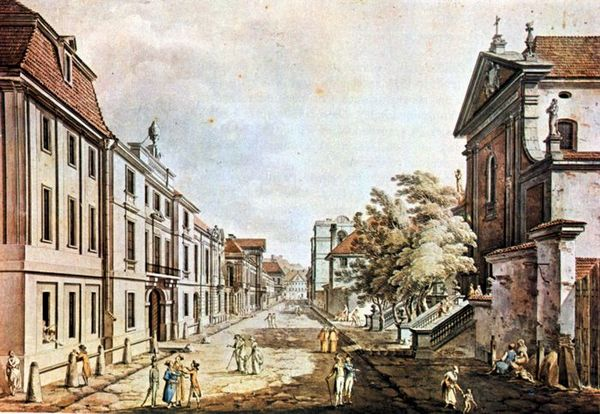
Зиґмунт Фоґель, Вулиця Медова у Варшаві, 1795

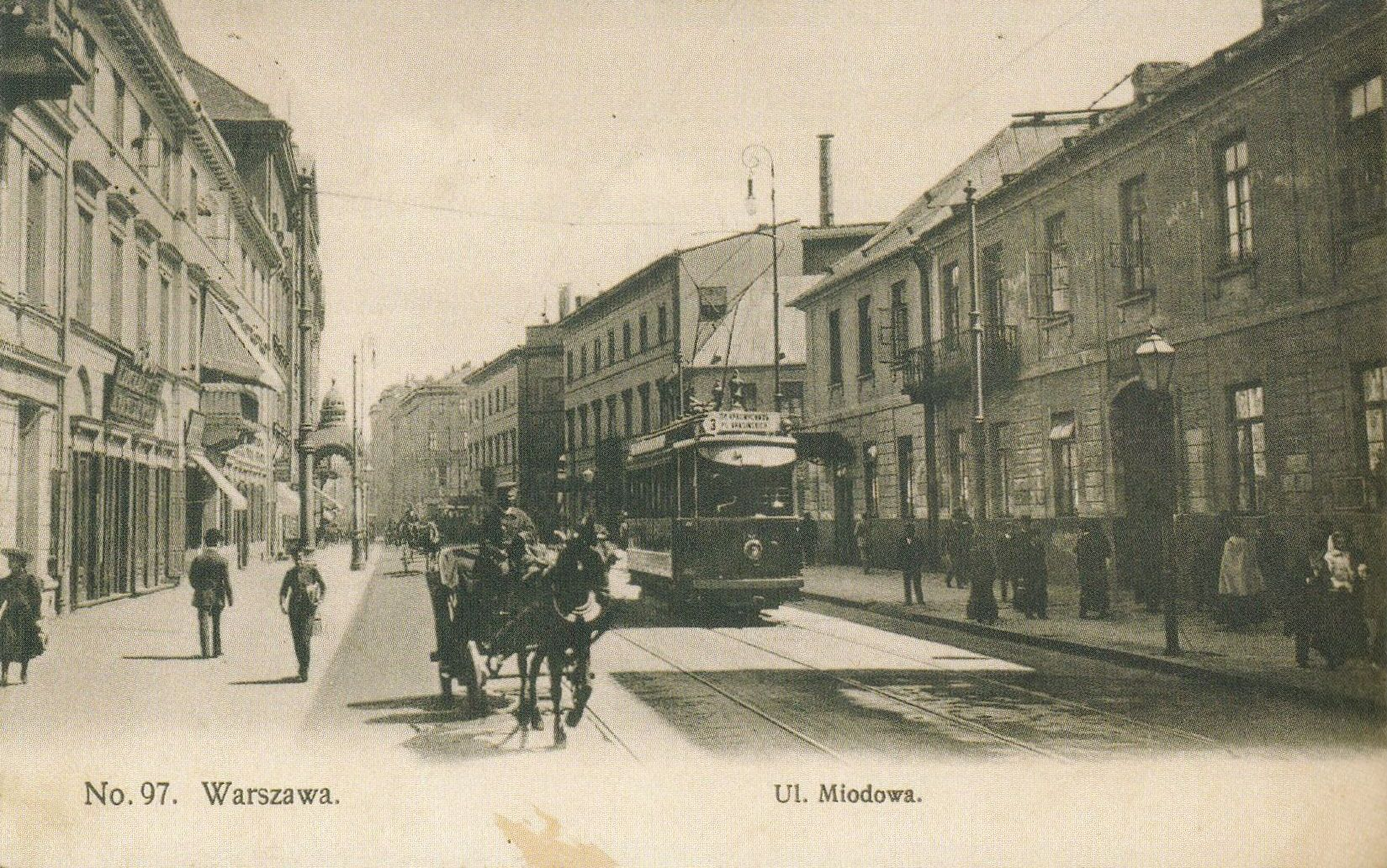
Вулиця Медова у Варшаві, 1908

- Кам'яниця Реслера та Гуртіга (вул. Краківське передмістя, 79)
- Палац Малаховських (вул. Сенаторська, 11)
- Палац примаса (№ 13/15)
- Палац Краківських єпископів (№ 5)
- Палац Браницьких (№ 6)
- Палац Шанявських (№ 8)
- Палац Млодзейовського (№ 10)
- Церква Преображення Господнього і монастир отців капуцинів (№ 13)
- Палац Ходкевичів (№ 14)
- Палац Паців-Радзивіллів (№ 15)
- Церква і монастир Успіння Пресвятої Богородиці отців василіян (№ 16)
- Палац Борхів (Будинок варшавських архієпископів) (№ 17/19)
- Будинок лютеранського центру (№ 21)
- Театральна академія імені Александра Зельверовича і театр «Колеґіум Нобіліум» (№ 22/24)
- Костел Матері Божої Королеви Корони Польської та монастир отців піярів (№ 26)